# Бобанги
Бобанги (фр. Bobangui) — небольшой город префектуры Лобае в Центральноафриканской Республике.

## Географическое положение
Центр города располагается на высоте 422 м над уровнем моря.

## Известные жители
- Бартелеми Боганда — первый премьер-министр автономной территории Центральноафриканская Республика.
- Давид Дако - первый президент Центральноафриканской республики.
- Жан-Бедель I Бокасса — Император Центральноафриканской Империи.